# Valmy (journal)
Pour les articles homonymes, voir Valmy.
 (décembre 2014).
Valmy est le titre d’un journal clandestin français de la zone occupée par l'armée allemande qui paraît en 1941.

## Les rédacteurs
Le journal est conçu et rédigé et fabriqué par Raymond Burgard et ses amis, Paulin Bertrand, Jules Ballaz, Alcide Morel, Henri Fereol, tous anciens militants de la section du XVe arrondissement de Paris du mouvement Jeune République.
L’équipe prend le nom de Valmy le 21 septembre 1940. Des papillons sont tirés sur une imprimerie d’enfant : « Vive la République quand même ! » « Un seul ennemi, l’envahisseur », « L’aspirateur hitlérien vide le pays en moins que rien ! »
Ami de Paul Petit, Burgard collabore à La France continue. Par l’intermédiaire de Charles Le Gualès de la Villeneuve, il est en contact avec le groupe de Robert Guédon, Combat Zone Nord dont il partagera le destin.

## L’origine du journal
Paulin Bertrand publie en 1943 à Londres sous le nom de Paul Simon un ouvrage sur le journal. Il avait témoigné, au micro de la radio britannique BBC de sa création.
« Jean Oberlé : Pourquoi avez-vous choisi ce titre ?
« Paul Simon : C'est parce que la bataille de Valmy est la première de la Révolution où les Français aient repoussé les Prussiens. C'est pour cela aussi que notre petit journal portait à côté du titre la devise : "Un seul ennemi, l'envahisseur."
« J. Oberlé : Et comment fabriquiez-vous votre journal ?
« P. Simon : ça n'était pas commode. Le premier numéro parut en janvier 41. Nous l'avons imprimé avec une imprimerie d'enfant. Cela nous prit un mois pour imprimer 50 exemplaires. Chaque exemplaire se composait d'une simple feuille de papier, imprimée recto et verso. »

## Les numéros publiés
Avec des moyens de fortune, le groupe publie un journal dont la Bibliothèque nationale conserve plusieurs exemplaires : 
- Janvier 1941 : no 1, feuille unique dactylographiée recto-verso.
- Février 1941 : no 2, feuille unique imprimée recto-verso.
- Mars 1941 : no 3, feuille unique ronéotypée recto-verso.
- Mai 1941 : no 5, feuille unique ronéotypée recto-verso.
- Juin 1941 : no 6, feuille unique ronéotypée recto-verso.
- 14 juillet 1941 : numéro spécial, feuille unique imprimée recto-verso.
- août 1941 : no 8, deux feuilles imprimées recto-verso.

Une autre publication, Demain. Liberté-Égalité-Fraternité prend ensuite le relais.
Un dernier exemplaire, sous le titre de Valmy, est publié en 1943 :
- Janvier 1943 : sans numéro, deux feuilles imprimées recto-verso.

### Sources
- Archives nationales.
- Bibliothèque nationale.
- Paul Simon (Paulin Bertrand) : Un seul ennemi, l’envahisseur, Continental Publishers and Dsitributeurs / Hachette, Londres, 1943 ; préface du général de Gaulle.